# Sporotrichum flavovirens
Sporotrichum flavovirens är en svampart som beskrevs av Link 1824. Sporotrichum flavovirens ingår i släktet Sporotrichum och familjen Fomitopsidaceae.   Inga underarter finns listade i Catalogue of Life.